# Louise von François
Marie Louise von François, född 27 juni 1817 i Herzberg, död 25 september 1893 i Weissenfels, var en tysk författare.
Bland François talrika romaner och novellsamlingar märks debutromanen Die letzte Reckenbergin (1871), som länge ansågs som ett av den tyska romankonstens främsta verk. Hennes Gesammelte Werke utgavs i 5 band 1918.